# US Open 2019
L'Obert dels Estats Units 2019, conegut oficialment com a US Open 2019, és una competició de tennis masculina i femenina disputada sobre pista dura que pertany a la categoria de Grand Slam. La 139a edició del torneig es va celebrar del 26 d'agost al 8 de setembre de 2019 al complex USTA Billie Jean King National Tennis Center de Flushing Meadows, Nova York, Estats Units.

## Destacats
- El manacorí Rafael Nadal va guanyar el 19è títol de Grand Slam individual i el quart US Open del seu palmarès. Amb aquesta victòria es tornava a situar a un Grand Slam de Roger Federer, i es va tornar a produir la situació que Nadal, Federer i Novak Đoković es repartien tots els Grand Slams dels tres darrers anys. En la final va superar el rus Daniil Medvedev que disputava la seva primera final de Grand Slam.[1]

- La canadenca Bianca Andreescu va guanyar el primer títol de Grand Slam del seu palmarès després de superar l'estatunidenca Serena Williams en la final. Andreescu va esdevenir la primera tennista canadenca i també la primera tennista nascuda en el segle XXI que guanyava un títol de Grand Slam. Destacar que Andreescu debutava en el US Open i que tot just disputava el seu quart torneig de Grand Slam, esdevenint la primera tennista en guanyar el US Open en el seu debut. Per la seva part, Williams lluitava per igualar Margaret Court com a tennista amb més títols de Grand Slam individuals, alhora que volia esdevenir la primera tennista mare en guanyar un Grand Slam individual. Des de la seva maternitat, portava disputades quatre finals de Grand Slam sense èxit.[2]

- La parella colombiana formada per Juan Sebastián Cabal i Robert Farah van guanyar el seu segon títol de Grand Slam conjuntament, aconseguits de forma consecutiva. Aquesta victòria els va permetre mantenir el número 1 del rànquing de dobles. En la final van derrotar el català Marcel Granollers i l'argentí Horacio Zeballos, que encara no havien perdut cap partit des que van decidir formar parella amb un total de deu victòries consecutives.[3]

- La parella formada per la belga Elise Mertens i la belarussa Arina Sabalenka van guanyar el primer títol de Grand Slam i el tercer títol de la temporada.[4]

- La parella formada per Bethanie Mattek-Sands i Jamie Murray van reeditar el títol aconseguit en l'edició anterior esdevenint la primera parella en aconseguir aquesta fita en l'US Open en 37 anys, des de Anne Smith i Kevin Curren l'any 1982. A més, Murray va guanyar el títol per tercera ocasió consecutiva. Destaca el fet que la parella va participar al torneig gràcies a una invitació.[5][6]

## Campions/es

### Sèniors
| Categoria          | Campions/es                        | Finalistes                         | Resultat                |
| ------------------ | ---------------------------------- | ---------------------------------- | ----------------------- |
| Individual masculí | Rafael Nadal                       | Daniil Medvedev                    | 7−5, 6−3, 5−7, 4−6, 6−4 |
| Individual femení  | Bianca Andreescu                   | Serena Williams                    | 6−3, 7−5                |
| Dobles masculins   | Juan Sebastián Cabal Robert Farah  | Marcel Granollers Horacio Zeballos | 6−4, 7−5                |
| Dobles femenins    | Elise Mertens Arina Sabalenka      | Viktória Azàrenka Ashleigh Barty   | 7−5, 7−5                |
| Dobles mixts       | Bethanie Mattek-Sands Jamie Murray | Chan Hao-ching Michael Venus       | 6−2, 6−3                |

### Júniors
| Categoria          | Campions/es                         | Finalistes                         | Resultat         |
| ------------------ | ----------------------------------- | ---------------------------------- | ---------------- |
| Individual masculí | Jonáš Forejtek                      | Emilio Nava                        | 6−7(4), 6−0, 6−2 |
| Individual femení  | M.C. Osorio Serrano                 | Alexandra Yepifanova               | 6−1, 6−0         |
| Dobles masculins   | Eliot Spizzirri Tyler Zink          | Andrew Paulson Alexander Zgirovsky | 7−6(4), 6−4      |
| Dobles femenins    | Kamilla Bartone Oksana Selekhmeteva | Aubane Droguet Séléna Janicijevic  | 7−5, 7−6(6)      |

## Distribució de punts i premis

### Distribució de punts
| Esdeveniment       | G    | F    | SF  | QF  | Ronda de 16 | Ronda de 32 | Ronda de 64 | Ronda de 128 | Q   | Q3  | Q2  | Q1  |
| Individual masculí | 2000 | 1200 | 720 | 360 | 180         | 90          | 45          | 10           | 25  | 16  | 8   | 0   |
| Dobles masculins   | 2000 | 1200 | 720 | 360 | 180         | 90          | 0           | N/D          | N/D | N/D | N/D | N/D |
| Individual femení  | 2000 | 1300 | 780 | 430 | 240         | 130         | 70          | 10           | 40  | 30  | 20  | 2   |
| Dobles femenins    | 2000 | 1300 | 780 | 430 | 240         | 130         | 10          | N/D          | N/D | N/D | N/D | N/D |

### Distribució de premis
| Esdeveniment | G         | F         | SF      | QF      | Ronda de 16 | Ronda de 32 | Ronda de 64 | Ronda de 128 | Q3     | Q2     | Q1     |
| Individuals  | 3.850.000 | 1.900.000 | 960.000 | 500.000 | 280.000     | 163.000     | 100.000     | 58.000       | 32.000 | 18.000 | 11.000 |
| Dobles       | 740.000   | 370.000   | 175.000 | 91.000  | 50.000      | 30.000      | 17.000      | N/D          | N/D    | N/D    | N/D    |
| Dobles mixts | 160.000   | 76.000    | 38.000  | 19.975  | 11.400      | 5.900       | N/D         | N/D          | N/D    | N/D    | N/D    |

- Els premis són en dòlars estatunidencs.
- Els premis de dobles són per equip.